# Arbogasto
Flávio Arbogasto (em latim: Flavius Arbogastes; m. 8 de setembro de 394) foi um oficial de origem franca, ativo sob os imperadores Graciano (r. 367–383) Valentiniano II (r. 375–392) e Teodósio I (r. 378–395). Iniciou sua carreira como general de Graciano, quando foi enviado ao Oriente para ajudar Teodósio em sua luta contra os tervíngios de Fritigerno. Com o assassinato de Graciano, Arbogasto perde posição na corte ocidental, posição essa que só readquiriria com a morte de Magno Máximo (r. 383–388), quando foi enviado para executar seu filho Flávio Vitor (r. 378). Em seguida, tornar-se-ia o poder atrás do trono de Valentiniano II ao ser nomeado mestre dos soldados na presença e manteve-se assim até o assassinato ou suicídio do imperador em 392, quando nomeou meses depois Eugênio (r. 392–394) como sucessor. Manteve posição proeminente até sua morte na Batalha do Frígido.

## Vida

### Origens

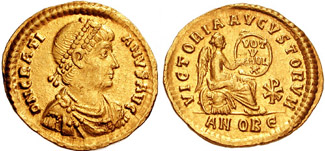
Soldo de Graciano r.

Heinzelmann e Zöllner propuseram que Arbogasto pode ser identificado com Arogasto (em latim: Arogastes), indivíduo que participou na confecção da lei sálica, a base do direito franco. Arbogasto era um franco, sobrinho de Ricomero, e residiu dentro do domínio franco da Galácia Menor; foi erroneamente descrito por João Antioqueno como filho de Bautão. Seu nome germânico, *Arwagastiz, é conhecido; deriva de arwa- "herdeiro; herança" e gastiz "convidado, espírito". Ele ingressou no exército imperial como conde sob o imperador Graciano (r. 367–383), filho de Valentiniano I (r. 364–375) e irmão mais velho de Valentiniano II (r. 375–392). Pouco depois de sua indução no exército, fez um nome para si como extremamente comandante de campo extremamente eficiente e leal. Em 380, Graciano enviou-o com seu mestre dos soldados Bautão para ajudar Teodósio I (r. 378–395) contra os tervíngios e seu líder Fritigerno após pilharam e saquearem áreas da Macedônia e Tessália em 379-380. Os exércitos ocidentais, comandados por Bautão e Arbogasto, e os orientais comandados por Teodósio com sucesso empurraram Fritigerno para fora da Macedônia e Tessália em direção a Trácia e Mésia Inferior, onde seus raides começaram, e estabeleceram um tratado de paz com os tervíngios em 382.

### Ameaça e execução de Máximo

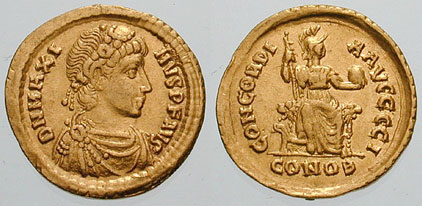
Soldo de Magno Máximo r.

Uma luta pelo poder eclodiu entre Graciano e Magno Máximo, o que teve como consequência o assassinato do primeiro em 383. Máximo tomou controle dos domínios do falecido imperador e enviou uma embaixada a Teodósio, que reconheceu-o coimperador. Quatro anos depois (387), Máximo invadiu a Itália procurando controle político sobre todo o império, o que incitou Teodósio a reunir seus exércitos disponíveis, incluindo godos, hunos e alanos, junto com seus comandantes Arbogasto e Ricomero para acabar com a autoridade crescente de Máximo. A campanha contra Máximo chegou ao fim apenas um ano depois quando Máximo foi derrotado em Petóvio pelos exércitos de Teodósio e retirou-se aos Alpes Julianos em direção a Aquileia, onde acreditou que estaria seguro até seus reforços chegarem. Isso não foi o caso. Máximo rendeu-se a Teodósio e foi executado em 28 de agosto com sua cabeça sendo conduzida através das províncias. Após a execução de Máximo, Arbogasto, que à época tinha o título de mestre da infantaria do Ocidente, foi enviado para Augusta dos Tréveros (atual Tréveris) por Teodósio de modo a assassinar Vitor, o filho de Máximo e herdeiro ao trono no Ocidente. Isso foi feito com facilidade em nome de Arbogasto e com a deposição de Máximo e Vitor, Teodósio foi capaz de capaz de dar o controle do Ocidente para Valentiniano. Ao mesmo tempo, contudo, Valentiniano era muito jovem para governar o Império do Ocidente a partir da Itália sozinho, então Teodósio ficou na Itália para conduzir os assuntos civis e políticos do começo de seu reinado de 388 a 391, quando partiu para Constantinopla. Nesse tempo, Arbogasto foi promovido a mestre dos soldados e deixado no Ocidente para olhar Valentiniano depois que se mudaram para Viena.

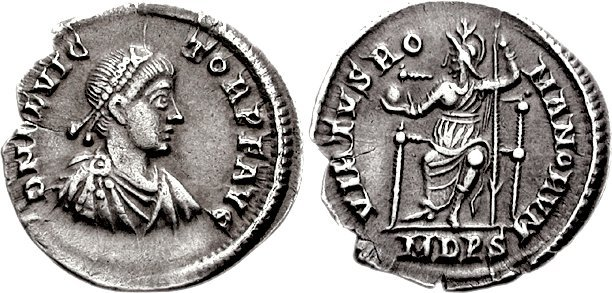
Síliqua de Vitor r.

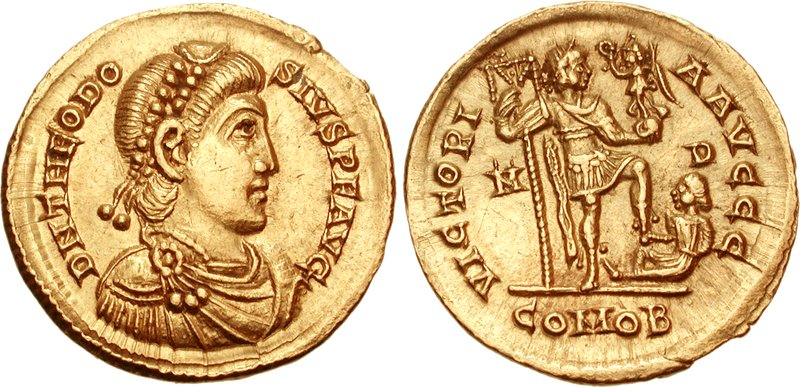
Soldo de r.

### Arbogasto e ValentinianoII
Durante a regência, a relação deles logo foi alvo de controvérsia, pois logo após ser reconhecido como imperador, tornou-se títere de Arbogasto. Após ser nomeado por Teodósio o único mestre dos soldados na presença, a autoridade de Arbogasto sobre as províncias ocidentais, sobretudo Gália, Hispânia e Britânia, parece ter sido absoluta, com ele respondendo apenas Teodósio. Mas Arbogasto foi incapaz de conseguir controle daqueles territórios em seu nome e teve de fazê-lo em nome de Valentiniano devido a sua ascendência bárbara. Por volta de 391, Valentiniano estava isolado em Viena, seu estatuto foi essencialmente reduzido ao de cidadão privado, e o controle dos exércitos ocidentais pertencia aos mercenários francos leais a Arbogasto. Além disso, a corte estava cheia de homens leais a Arbogasto, pois havia colocado-os em posições favoráveis. Durante esse tempo, Arbogasto se tornou consideravelmente violento para com Valentiniano e seus conselheiros, inclusive tendo matado Harmônio, um amigo do imperador que foi acusado de aceitar propinas, aos pés de Valentiniano em 391. Nesse ponto, Valentiniano reconheceu a extensão da autoridade de Arbogasto, e com ele aparentemente expressando sua autoridade sobre Valentiniano à vontade, o imperador começou a enviar mensagens secretas para Teodósio e Ambrósio, o bispo de Mediolano, solicitando que viessem ajudá-lo, e mesmo pediu o batismo para Ambrósio pelo temor de sua morte nas mãos de Arbogasto estar mais próxima do que esperava.

#### Morte de Valentiniano e debate

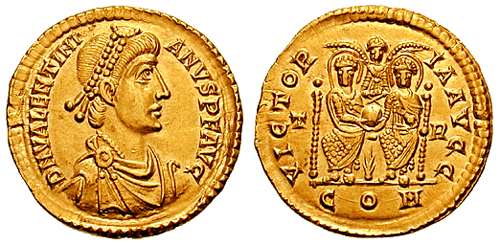
Soldo de r.

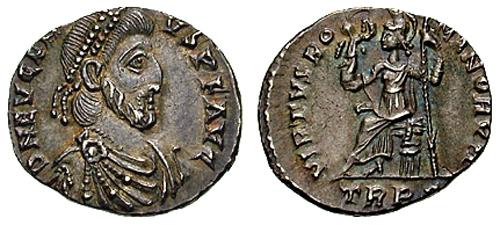
Síliqua de Eugênio r.

A tensão entre Arbogasto e Valentiniano alcançou seu pico em 392, quando o imperador demitiu Arbogasto. Segundo Zósimo, após receber as ordens de demissão de Valentiniano, Arbogasto afirmou "você nem deu-me meu comando nem será capaz de tirá-lo", e imediatamente jogou a ordem no chão e saiu. Logo após esse encontro, Arbogasto e Valentiniano encontraram-se novamente no palácio imperial e começaram uma discussão que logo descambou para um confronto, com Valentiniano tentando acertá-lo com uma espada que pertencia ao homem-em-armas atrás dele, mas o último impediu-o. Verídico ou não o relato de Filostórgio, pouco depois, em 15 de maio de 392, Valentiniano foi encontrado estrangulado em seus aposentos com Arbogasto afirmando ser suicídio. Segundo Ambrósio, o corpo de Valentiniano foi enviado por Arbogasto a Mediolano para o funeral adequado, e quatro meses depois, em agosto, Arbogasto nomeou Eugênio, um professor de retórica romana, como novo imperador do Ocidente.
Embora historiadores antigos foram unânimes ao declarar a alegada inocência de Arbogasto, alguns não decidiram se acreditaram ou não. Zósimo, Filostórgio, Sócrates Escolástico e Paulo Orósio acreditavam que Valentiniano foi assassinado, de um jeito ou de outro, por Arbogasto. Por sua vez, alguns estudiosos contemporâneos como Edward Gibbon pensam que sua morte foi fruto da conspiração de Arbogasto para comandar o Ocidente através de outro imperador títere, enquanto John Frederick Matthews e Brian Croke, por exemplo, consideram que foi suicídio. Croke, por exemplo, argumenta que dado o período de quatro meses entre a morte de Valentiniano e a promoção de Eugênio é indício suficiente de sua inocência, implicando que se assassinou-o, teria substituído-o de imediato; essa posição é apoiada por Meaghan McEvoy.
Ademais, Gerard Griell descreve Valentiniano como humilhado após sua autoridade ser reduzida por Arbogasto em várias ocasiões e aparentemente cita a depressão como causa principal do suicídio. Ambrósio, por outro lado, afirma que a morte e Valentiniano foi resultado da disputa entre eles envolvendo diplomacia e quem lideraria os exércitos na Itália na tentativa de dependê-la de forças invasoras dos Bálcãs. Além disso, também tem sido sugerido que Arbogasto, um homem com influências pagãs, tentava reviver os esforços pagãos em Roma ao eleger Eugênio, que se acredita ter simpatia pelo paganismo, embora fosse cristão. Contudo, a fonte histórica mais próxima disponível a respeito da morte de Valentiniano, Rufino de Aquileia, afirma em sua história eclesiástica que ninguém sabe exatamente o que aconteceu com Valentiniano.

### Arbogasto e Eugênio

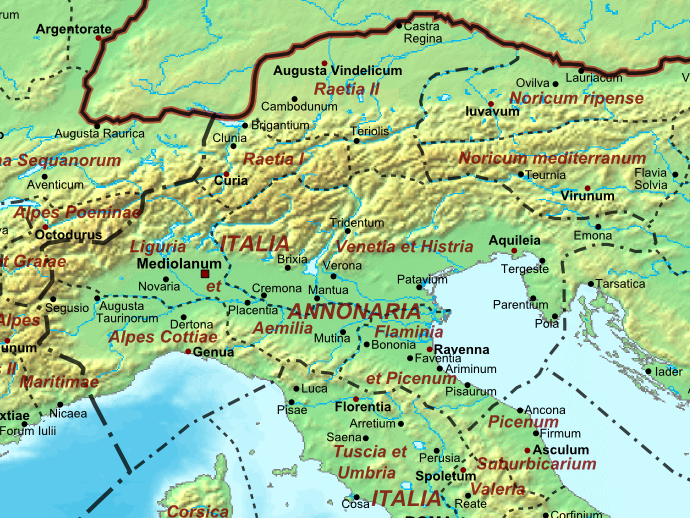
Norte da Itália e Alpes ca. 400. Os Alpes Julianos são a seção direita do maciço

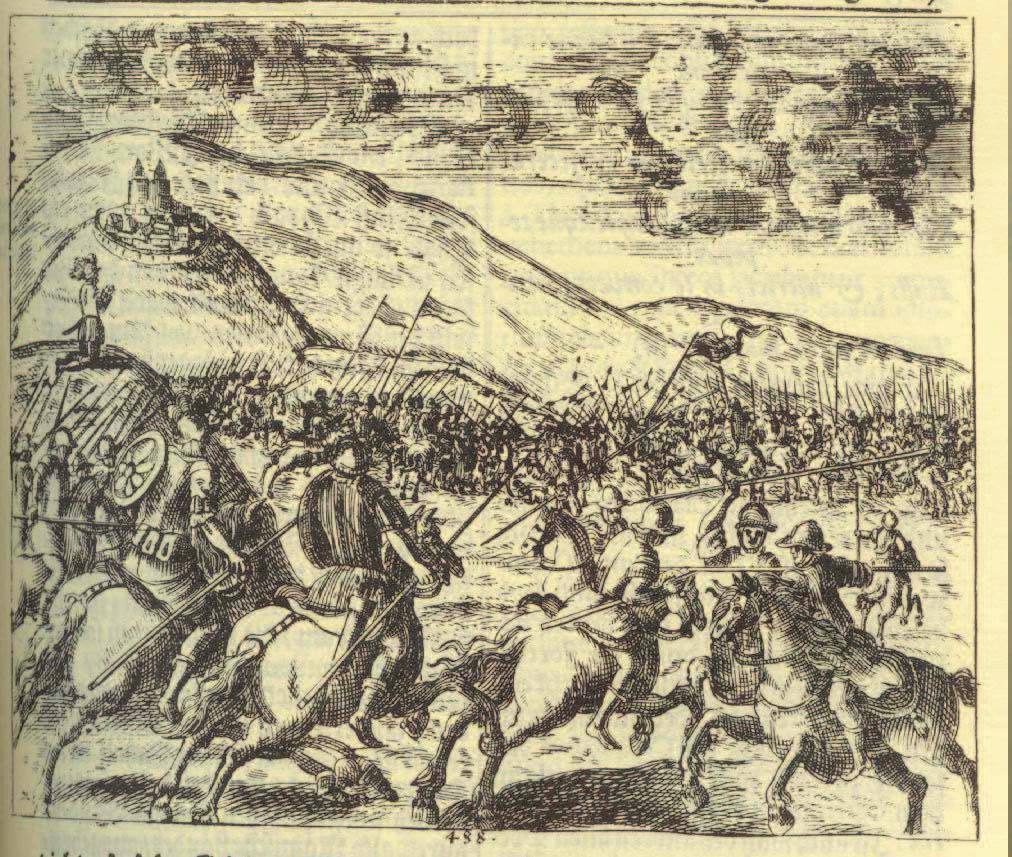
Gravura de Johann Weikhard von Valvasor de 1689 da Batalha do Frígido

Sejam verdadeiros ou não rumores em torno da morte de Valentiniano, Eugênio foi eleito o próximo imperador em agosto de 392, uma troca de regime considerada "legítima, legal, romana e civilizada". Depois disso, um dos primeiros atos de Arbogasto foi viajar além da fronteira do Reno para vingar-se dos francos e seus régulos Sunão e Marcomero, que saquearam as regiões ao norte do Reno durante o ano anterior enquanto o Ocidente ainda estava sob controle de Valentiniano. Ao lançar essa campanha, que encontrou pouca oposição, Arbogasto foi bem-sucedido em restaurar a cidade fortaleza de Colônia, retornando à cidade sua proteção como uma localização estratégica, que em 393, foi a última vez que o exército romano ocupou a margem oriental do Reno. Além disso, Arbogasto foi capaz de concluir tratado de paz com os francos que forneceu ao exército novos recrutas francos, algo considerado uma grande realização por Arbogasto.
Contudo, problemas emergiram para Arbogasto e Eugênio devido ao movimento de revitalização pagão ocorrido nesse momento, que pode ou não ter sido pretendido por qualquer um deles, embora alguns, como Zósimo, divergem disso. Depois de apelar para Teodósio e Ambrósio como cristão, que é talvez a razão para a nomeação de Eugênio ser aprovada por Teodósio em primeiro lugar, as influências pagãs de Arbogasto parece ter surtido efeito em Eugênio, pois muitos templos pagãos, que foram fechados sob Graciano e Valentiniano, estavam abertos e operando. Isso, aliado a elevação por Teodósio ao estatuto de augusto seu filho mais jovem Honório em 393, efetivamente reduziu a legitimidade de Eugênio e separou ainda mais os dois campos, aquele em torno de Eugênio e Arbogasto e o outro em torno de Teodósio e Ambrósio. Além disso, com as linhas se comunicação fraturando entre as metades do império como resultado da promoção de Rufino como prefeito pretoriano do Oriente após a morte de Valentiniano, Rufino foi capaz de informar Teodósio aquilo que julgava relevante ao imperador.
Nesse ponto, ansiosos para relegitimar-se, Arbogasto e Eugênio partiram em abril à Itália em apoio a sua causa, e mesmo ameaçaram transformar a basílica em Mediolano num estábulo para seus cavalos. Depois, a influência deles, junto com a renomeação de Vírio Nicômaco Flaviano como prefeito pretoriano da Itália, levou ao pleno, e último, renascimento do paganismo com Eugênio, embora relutância devido às suas raízes cristãs decrescentes e ainda presentes, permitiu que o Altar da Vitória e outros símbolos pagãos na Itália fossem restaurados. Pouco depois disso, Teodósio, talvez percebendo que a situação entre o Oriente e Ocidente estava se tornando problemática, começou a preparar seus federados, incluindo tropas germânicas, aqueles da Paz de 382 e que seriam lideradas por Alarico, bem como um contingente de alanos e hunos, para guerrear contra Arbogasto e Eugênio em 394. Dado que Arbogasto e Eugênio começaram a abertamente celebrar o paganismo, Teodósio procurou justificar suas ações contra eles como Guerra Santa, e partiu com seus exércitos para eliminá-los.
Com a ameaça de guerra entre Eugênio e Teodósio tornou-se eminente, Arbogasto e Eugênio moveram suas forças em direção as defesas dos Alpes Julianos, onde montaram seu campo em Mediolano e se juntaram a Nicômaco Flaviano, que havia consultado com videntes que proclamaram a vitória à causa pagã sob os nomes de Eugênio e Arbogasto. Entre 5-6 de setembro, Teodósio travou intenso combate na Batalha do Frígido, na qual saiu vitorioso. Depois do campo deles ser superado, Eugênio foi capturado e implorou para ser poupado, porém foi decapitado e sua cabeça foi exibida nas províncias. Arbogasto, por outro lado, foi capaz de escapar das garras de Teodósio e fugiu aos Alpes, onde diz-se que após andar sozinho por alguns dias antes de perceber que estavam sem esperança, cometeu suicídio à romana.

## Legado
Segundo a Antologia Latina, Arbogasto deixou descendentes em Augusta dos Tréveros (atual Tréveris), mas a fonte não indica nomes. Segundo Paulino de Mediolano, era pagão zeloso, embora fosse amigo de Ambrósio. Segundo Zósimo, tanto Bautão como Arbogasto, eram francos, excepcionalmente bem dispostos com os romanos e completamente imunes a propinas, e notáveis quanto à guerra no cérebro e nos músculos. Além disso, "aos soldados sob seu comando parecia como um sucessor apropriado, pois era bravo e experiente na guerra e desdenhoso de dinheiro. E então chegou a grande poder, tanto que na presença do imperador falou com muita liberdade, e vetou ações que jugou estarem erradas ou impróprias [...] pois Arbogasto foi apoiado pelo boa vontade de todos os soldados." Gerard Friell afirmou que ele "era um comandante militar de primeira classe com uma bom recorde, muito popular com o exército e totalmente leal às casas de Valentiniano e Teodósio.", enquanto para Thomas Hodgkin "era [...] não somente intrigante como Máximo, mas um soldado bravo e bem treinado, provavelmente o melhor general do Império Romano".